# 哈特威克 (紐約州普查規定居民點)
哈特威克（英語：Hartwick）是位於美國紐約州奧齊戈縣的普查規定居民點。

## 人口
根據2020年美國人口普查的數據，哈特威克的面積為8.95平方千米，皆為陸地。當地共有人口547人，而人口密度為每平方千米61.12人。